# Literatura infantil de Ecuador
La literatura infantil de Ecuador experimentó un impulso significativo con la Generación del 50, si bien existieron figuras precursoras notables como Darío Guevara en el relato y la lírica, y Gustavo Alfredo Jácome en la poesía. Este grupo de autores dedicó especial atención a la creación de obras para niños, marcando un hito en la evolución del género en el país. Dentro de la lírica infantil destacaron Carlos Carrera y Teresa Crespo de Salvador, mientras que en la narrativa sobresalieron Luis García Jaime y Hernán Rodríguez Castelo, quien también incursionó en la novela infantil. Tras esta generación, surgió un auge con importantes escritores que lograron no solo consolidar una carrera más extensa, sino que también tuvieron reconocimiento internacional como fueron Edna Iturralde, Leonor Bravo, Lucrecia Maldonado, Edgar Allan García, Verónica Bonilla y María Fernanda Heredia, quienes consolidaron el corpus principal de la literatura infantil y juvenil ecuatoriana.

## Historia

### Inicios
Si bien existieron figuras precursoras notables en la literatura infantil ecuatoriana, como Darío Guevara en el relato y la lírica, y Gustavo Alfredo Jácome en la poesía, fue la Generación del 50 la que consolidó un aporte trascendental a este género en el país. Este grupo de autores dedicó una atención especial a la creación de obras dirigidas al público infantil, marcando un hito significativo en la evolución de la literatura para niños en Ecuador. Dentro de la lírica infantil, destacan nombres como Eugenio Moreno Heredia, autor de "Poemas para niños" (1964), cuya popularidad se evidencia en sus múltiples ediciones. Carlos Carrera fue un poeta que se caracterizó por el juego metafórico, plasmado en sus obras "Poesía infantil" (1971) y "Nueva poesía infantil" (1975). Además, Teresa Crespo de Salvador publicaría sus "Rondas" (1966), mientras que Horacio Hidrovo Peñaherrera escribiría su obra "Manzanas para los niños del mundo" (1973).
Por otro lado, en la narrativa infantil, la Generación del 50 también dejó una huella. Carlos Carrera enriqueció el género con sus "Cuentos chicos" (1973) y "Cuentos chicos 2" (1978), caracterizados por su riqueza imaginativa. Asimismo, Teresa Crespo de Salvador ofreció relatos líricos y tiernos en "Pepe Golondrina y otros cuentos" (1969). Luis García Jaime contribuyó con "El chico ese ... y otros cuentos" (1971), y Hernán Rodríguez Castelo presentó "El grillito del trigal" (1979). Además, Rodríguez Castelo incursionó en la novela infantil con "Caperucito Azul" (1975) y "La historia del fantasmita de las gafas verdes" (1978), obras que fueron calificadas por Benjamín Carrión como "pequeñas obras maestras del relato infantil".

### Auge literario

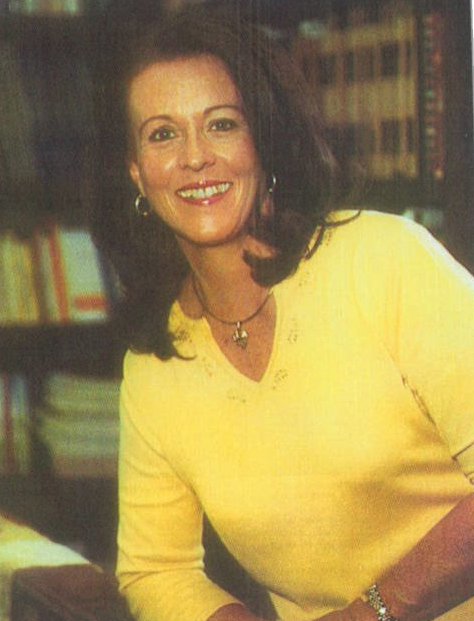
Edna Iturralde

Después de esta generación surgieron importantes escritores que conformaron el corpus principal de la literatura infantil y juvenil de Ecuador. La escritora más importante a nivel internacional es Edna Iturralde quien nació en 1948. Entre sus principales obras se encuentran "Verde fue mi selva", "Julieta no era muda", "Los pájaros no tienen fronteras" y la serie "Yasuní", que incluye títulos como "La caperuza roja", "El árbol de la vida" y "El vuelo de la libélula". También ha escrito "Cuentos para soñar", "Míos son los volcanes" y "La calle de los cocuyos". A ella siguió Leonor Bravo quien nació en 1953 y es autora de "La niña que tenía dos sombras" y "El árbol de los sueños", además de varios cuentos y poemas para niños. Contemporánea a Bravo es Lucrecia Maldonado quien  nació en 1956. Entre sus principales obras se encuentran "El ojo de la iguana", "Desde mi pupitre", "No quiero ir al colegio" y "Un hueco en la alfombra". De igual manera, el escritor Edgar Allan García, quien nació en 1959 y es autor de libros como "La bruja vende sustos", "El duende Saltarín y la princesa Lunita", "El niño que quería ser pájaro" y "Los fantasmas de la abuela". Ya en la siguiente década destacó Verónica Bonilla, quien nació en 1963. Sus obras principales incluyen "La casa de los espejos", "El color de los sueños", "El camino de las luciérnagas" y "¿Quién le tiene miedo a la noche?". Por último, y en la literatura infantil ecuatoriana contemporánea destaca María Fernanda Heredia quien nació en 1970 y es autora de destacadas obras como "Amigo se escribe con H", "Por si no te lo he dicho", "El regalo más raro del mundo", "¡Qué vergüenza!", "Hay palabras que los peces no entienden" y "Los días raros".

### Reconocimiento y difusión
Edna Iturralde destaca, entre sus numerosos premios el Campoy-Ada (2025) y el Cervantes Chico (2020), así como su candidatura al "pequeño Nobel". Por su parte, María Fernanda Heredia ganó el Premio Latinoamericano de Literatura Infantil y Juvenil Norma-Fundalectura, en la categoría mejor cuento infantil para niños de 6 a 10 años. Otorgado por Editorial Norma y la fundación Fundalectura en el año 2003 a la obra Amigo se escribe con H. Además ganó el Premio Cervantes Chico Iberoamericano 2023. Además Verónica Bonilla ganó el Special Book Award of China 2021, por su libro "Platanario en China" en español y chino. Este Premio es el máximo reconocimiento de China para un escritor extranjero, con rango de premio nacional. Fue entregado en Beijing al Embajador de Ecuador en China en representación de la escritora. Edgar Allan García ganó el Premio Nacional de Literatura Infantil Darío Guevara, el cual obtuvo en múltiples ocasiones (1995, 1999, 2003, 2013).